# Marco Cosenza
Marco Cosenza (Giulianova, 9 gennaio 1958) è un ex calciatore italiano, di ruolo centrocampista.

## Carriera
Debutta in Serie C nel 1975 con la squadra della sua città, il Giulianova, giocando 39 partite e segnando 6 reti in due stagioni.
Nel 1977 passa al Pescara con cui disputa due partite in Serie A, l'anno seguente con gli abruzzesi ottiene la promozione dalla Serie B (segnando 3 gol in 14 partite) e quello successivo gioca 9 incontri in massima serie. Il suo ultimo campionato con la maglia del Pescara è la Serie B 1980-1981, anno in cui gioca 13 partite segnando un gol.
Dopo un anno in Serie C1 con il Francavilla, fa ritorno al Giulianova in Serie C2.
In carriera ha totalizzato complessivamente 11 presenze in Serie A e 27 presenze e 4 reti in Serie B